# Калінінський (Кіровський район)
Калінінський (рос. Калининский) — селище в Кіровському районі Калузької області Російської Федерації.
Населення становить 29 осіб. Входить до складу муніципального утворення Присілок Буда.

## Історія
Від 2004 року входить до складу муніципального утворення Присілок Буда.

## Населення
| 2002 | 2010 |
| ---- | ---- |
| 33   | ↘29  |